# Verchovyna
Verchovyna (ukrajinsky Верховина, rusky Верховина – Verchovina, polsky Żabie) je městys (ukrajinsky selyšče) v Ivanofrankivské oblasti na Ukrajině. K roku 2004 v ní žilo přes pět tisíc obyvatel.

## Poloha a doprava
Verchovyna leží v oblasti Pokutí na Černém Čeremoši, levé zdrojnici Čeremoše, pravého přítoku Prutu v povodí Dunaje. Řeka jí protéká od východu k západu a podél ní vede také silnice, která obcí prochází a směrem na východ pokračuje k severovýchodu přes Kryvopilský průsmyk do Vorochty. Od Ivano-Frankivska je obec vzdálena přibližně 150 kilometrů

## Dějiny
První písemná zmínka o obci je z roku 1424, kdy se nazývala Žabje. V meziválečném období byla Verchovyna součástí druhé Polské republiky, kde patřila pod jménem Żabie do okresu Kosów v Stanislavském vojvodství.
V roce 1962 byla obec přejmenována ze Žabje (Жаб'є) na Verchovynu.

### Rodáci
- Volodymyr Mykolajovyč Boščuk (* 1982), skokan na lyžích

## Kultura
Verchovyna je jedním ze středisek huculské kultury.